# یوکی بهامبری

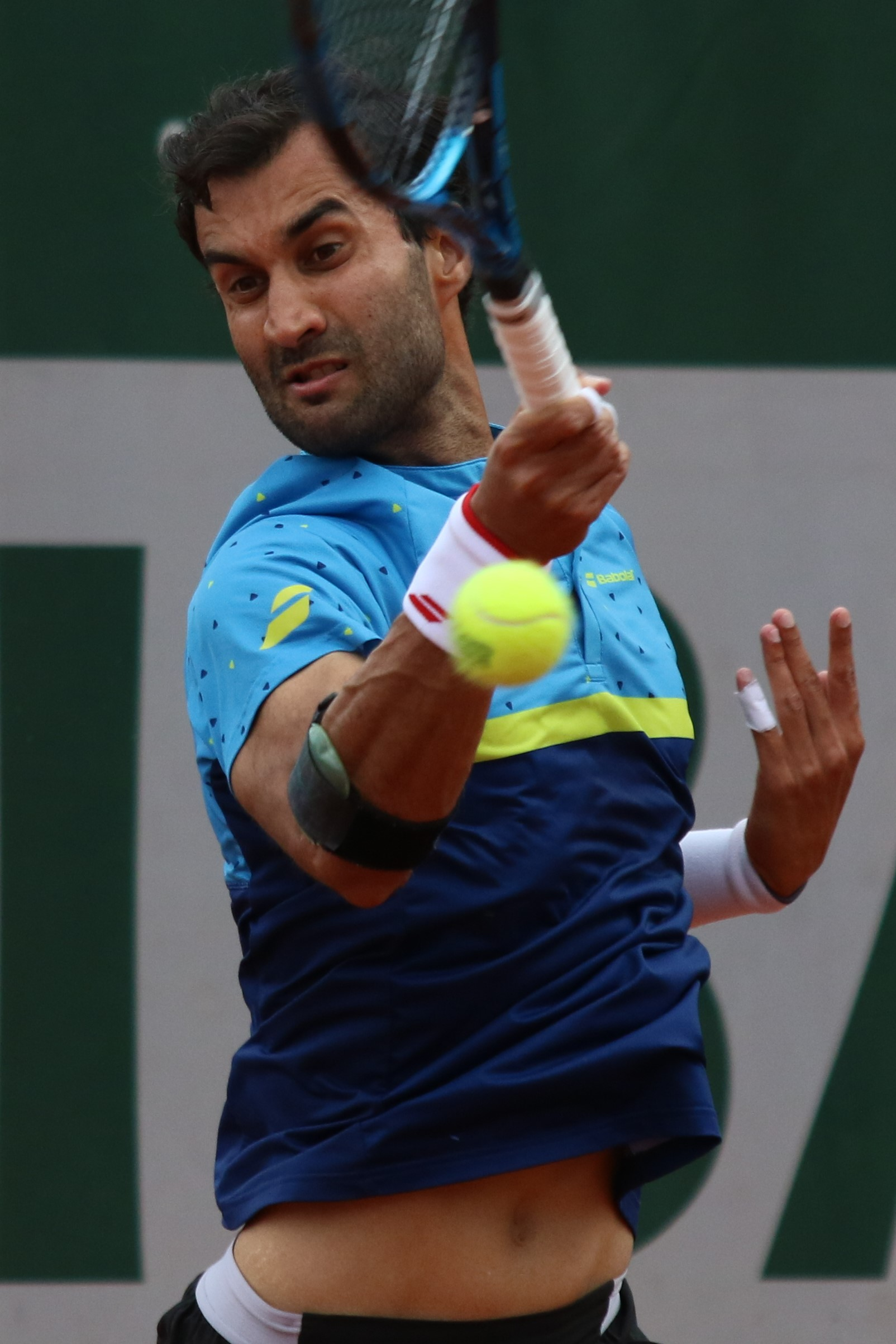
یوکی بهامبری در سال ۲۰۲۲

 یوکی بهامبری (هندی: यूकी भांबरी؛ زادهٔ ۴ ژوئیهٔ ۱۹۹۲) یک تنیس‌باز اهل هند است.